# Чак и Ларри: Пожарная свадьба
«Чак и Ларри: Пожарная свадьба» (англ. I Now Pronounce You Chuck and Larry) — кинокомедия 2007 года. Исполнители главных ролей — Адам Сэндлер и Кевин Джеймс.

## Сюжет
Два холостых пожарных из Бруклина вляпываются в историю с самыми лучшими намерениями. Вдовец Ларри хочет лишь одного — защитить свою семью. Его приятель Чак также хочет наслаждаться жизнью холостяка. Чак благодарен Ларри за то, что тот вынес его из огня.
Чтобы получить социальные льготы, предназначенные для семейных, Чак и Ларри решают изобразить из себя гомосексуальную пару. Но когда местный придирчивый чиновник начинает выяснение деталей, «заговор» становится из конфиденциального вопросом номер один для города, попадая на первые страницы газет. Вынужденные изображать из себя влюблённую пару, Чак и Ларри должны теперь пробираться через каскад нелепых и смешных ситуаций.

## В ролях
- Адам Сэндлер — Чак Левин
- Кевин Джеймс — Ларри Валентайн
- Джессика Бил — Алекс МакДонаф
- Дэн Эйкройд — капитан Такер
- Винг Рэймс — Фред Дункан
- Стив Бушеми —  Клинт Фитцер
- Николас Туртурро — Ренальдо Пинера
- Аллен Коверт — Стив
- Чандра Уэст — Доктор
- Рэйчел Дрэч — Сара Пауэрс
- Ричард Чемберлен — советчик Бэнкс
- Ник Свардсон — Кевин МакДонаф
- Роб Шнайдер (в титрах не указан) — азиатский министр
- Мэри Пэт Глисон — Тереза
- Мэтт Уинстон — Глен Альдрих
- Роб Кордри — Джим
- Дэвид Спейд (в титрах не указан) — трансвестит на вечеринке
- Тила Текила — девушка из ресторана Hooters
- Джейми Чон — девушка из ресторана Hooters
- и другие.

## Съёмочная группа
- Режиссёр — Деннис Дуган
- Продюсеры — Бэрри Бернарди, Ник Свардсон, Майкл Бостик
- Сценарий — Бэрри Фэнаро, Александр Пэйн, Джим Тейлор
- Композитор — Руперт Грегсон-Уильямс
- Оператор — Дин Семлер
- Монтаж — Джефф Гоурсон

## Награды
| Год  | Награда        | Номинация                         | Претендент                  | Результат |
| ---- | -------------- | --------------------------------- | --------------------------- | --------- |
| 2008 | Золотая малина | Худший фильм                      | —                           | Номинация |
| 2008 | Золотая малина | Худший режиссёр                   | Деннис Дуган                | Номинация |
| 2008 | Золотая малина | Худшая мужская роль               | Адам Сэндлер                | Номинация |
| 2008 | Золотая малина | Худшая женская роль               | Джессика Бил                | Номинация |
| 2008 | Золотая малина | Худшая мужская роль второго плана | Роб Шнайдер                 | Номинация |
| 2008 | Золотая малина | Худшая мужская роль второго плана | Кевин Джеймс                | Номинация |
| 2008 | Золотая малина | Худший сценарий                   | —                           | Номинация |
| 2008 | Золотая малина | Худший актёрский дуэт             | Адам Сэндлер и Кевин Джеймс | Номинация |

## Саундтрек
1. Seven One Eight — Fannypack
2. For One Night Only — Bodyrockers
3. There’s A Fire — Longwave
4. The Air That I Breathe — The Hollies
5. L O V E — Nat King Cole
6. Can’t Help Falling In Love — Elvis Presley
7. Anything You Can Do (I Can Do — Doris Day & Robert Goulet
8. Always On My Mind — The Pet Shop Boys
9. Dancing Queen — ABBA
10. The Rejection — Dangerous Muse
11. Groove Is In The Heart — Deee-lite
12. Open Arms — Journey
13. Girls Just Want To Have Fun — Cyndi Lauper
14. Too Much Passion — The Smithereens
15. Its A Beautiful Life — Ace of Base
16. High And Dry — Radiohead
17. You’re My Best Friend — Queen
18. Freedom — George Michael